# Salomon Perel
Pour les articles homonymes, voir Perel.
 Salomon Perel est un rescapé de la Shoah, juif allemand puis israélien, né le 21 avril 1925 à Peine (Basse-Saxe) et mort le 2 février 2023 à Givatayim en Israël.

## Biographie
Salomon Perel, surnommé Sally, naît le 21 avril 1925 à Peine en Basse-Saxe. Il est le quatrième et dernier enfant de la famille Perel. Son père possède un magasin de chaussures. En 1935, sa famille fuit le Troisième Reich et s'installe à Łódź en Pologne.
Durant la Seconde Guerre mondiale, après la campagne de Pologne conduite par les Allemands en septembre 1939, avec son frère Isaak, il tente de gagner la partie de la Pologne occupée par les Soviétiques. Salomon y parvient et se retrouve placé dans un orphelinat dirigé par le Komsomol à Grodno. De son côté, son frère se rend à Vilnius en Lituanie.
Il s'enfuit de l'orphelinat lorsque l'Allemagne envahit l'Union soviétique et est capturé plus tard par une unité de l'armée allemande. Étant originaire d'Allemagne, il réussit à convaincre ses ravisseurs qu'il est un Volksdeutsche, un Allemand « ethnique » vivant hors d'Allemagne, et qu'il s'appelle Josef Perjell. Il est alors intégré à l'unité de ses ravisseurs comme interprète russe. Ainsi, il servira notamment d'interprète lors de la capture du fils de Joseph Staline, Iakov Djougachvili. Il devient ensuite soldat dans une unité armée allemande dirigée par un commandant, marié mais sans enfant, qui souhaite même l'adopter. Parce que son identité juive risque à chaque instant d'être découverte par les membres de son unité militaire, Salomon Perel tente à plusieurs reprises de rejoindre les Soviétiques, à chaque fois sans succès.
Comme il est trop jeune, il est envoyé dans une école de la jeunesse hitlérienne à Brunswick, où il continue à cacher son identité juive. Dans la nuit du 20 avril 1945, à la veille de son vingtième anniversaire et près de la fin de la guerre, il est capturé par une unité de l'armée américaine qui le relâche dès le lendemain.
À la fin de la guerre, il retourne sur son lieu de naissance et après de nombreuses recherches, localise finalement son frère Isaak, qui s’est marié et vit à Munich ; Salomon Perel s'y installe pour vivre près de lui. Par Isaak, il apprendra que son père est mort de faim dans le ghetto de Łódź, que sa mère a été assassinée dans un camion à gaz en 1944, que sa sœur a été abattue lors des Marches de la mort et que son frère David est vivant et qu'il s’est installé en Palestine mandataire. Il le rejoint en juillet 1948 et s'installe à Haïfa, dans le nouvel État d'Israël. Il participe à la guerre israélo-arabe de 1948.

## Œuvre
- Salomon Perel, Europa, Europa: A True Story of the Holocaust, John Wiley & Sons Australia, Limited, 1999 (présentation en ligne)

### Filmographie
- Europa Europa, d'Agnieszka Holland — le rôle de Salomon Perel est interprété par l'acteur Marco Hofschneider.